# Wabua eungella
Wabua eungella är en spindelart som beskrevs av Davies 2000. Wabua eungella ingår i släktet Wabua och familjen Amphinectidae.
Artens utbredningsområde är Queensland. Inga underarter finns listade i Catalogue of Life.